# Ellen Schwiers
Ellen Schwiers (Stettin, 11 de junio de 1930-Starnberg, 26 de abril de 2019) fue una actriz alemana de teatro, cine y televisión. Apareció en los estrenos mundiales de obras de Dürrenmatt y Frisch en el Schauspielhaus Zürich, y apareció como Buhlschaft en Jedermann en el Festival de Salzburgo. En su carrera de 1949 a 2015, también apareció en más de 200 películas y programas de televisión, incluidas series populares como Tatort. También dirigió obras teatrales, fundó una compañía de teatro itinerante en 1982 y fue intendente de un festival en 1984.

## Biografía
Schwiers nació en Stettin el 11 de junio de 1930, hija de Lutz Schwiers, un actor ambulante que la entrenó. Su primer compromiso en el teatro fue en el Teatro Koblenz desde 1949, y luego fue contratada por Heinz Hilpert en el Teatro Göttingen en 1953. Su primer papel importante fue el papel principal en Minna von Barnhelm de Lessing. Jugó en los estrenos mundiales de Der Meteor de Dürrenmatt, y la Biografie: Ein Spiel Frisch Biografie: Ein Spiel en el Schauspielhaus Zürich. Fue reconocida internacionalmente por interpretar a Buhlschaft en Jedermann en el Festival de Salzburgo, un papel que también interpretó en una película de 1961 junto a Walther Reyer en el papel principal. Schwiers apareció en más de 200 producciones de televisión, incluidas series populares como Tatort, Der rote Schal y Doktor Martin. Schwiers dirigió por primera vez una obra de Shakespeare Was ihr wollt [Duodécima noche]. En 1984, se convirtió en intendente del festival.
Schwiers se casó con Peter Jacob en 1956. Su hija Katerina Jacob también se convirtió en actriz. Su hijo Daniel, también actor, murió de cáncer en 1985 a la edad de 21 años. Ellen Schwiers fundó una compañía de teatro itinerante con Das Ensemble, que siguió corriendo tras la muerte de su esposo en 1992, y luego pasó a su hija. Apareció por última vez en el escenario a la edad de 84 años en la comedia Altweiberfrühling, con su hija y su hermano Holger Schwiers.
Schwiers murió en su casa en Starnberg el 26 de abril de 2019.

## Filmografía
Su primer papel en una película fue Hildegard en Heimliches Rendezvous en 1949, dirigida por Kurt Hoffmann. Apareció en más de 60 películas, incluyendo:
- Entre el tiempo y la eternidad (1956).
- El rey de Bernina (1957).
- La historia de Anastasia (1956), como la princesa Katharina.
- Brazos y el hombre (1958), como Louka.
- La vaca y yo (1959), como Josépha.
- Cuando las campanas suenan claramente (1959).
- Med mord i bagaget (1959), como Nina Christians.
- El último testigo (1960), como Ingrid Bernhardy.
- La herencia de Bjorndal (1960), como Gunvor.
- Jedermann (1961), como Buhlschaft.
- El cerebro (1962), como Ella.
- El trueno de Dios (1965), como Françoise.
- 4 Schlüssel (1966), como Irene Quinn.
- El estrangulador de la torre (1966).
- Balada de un pistolero (1967), como la madre de Maruja.
- 1900 (1976), como Amelia.
- Fedora (1977), como enfermera.
- 3096 (2013), como Abuela.

## Premios
- 1989: Cruz de Oficial de la Orden del Mérito de la República Federal de Alemania[14]
- 1995: Medalla de Baden-Württemberg[14]
- 2013: Deutscher Schauspielpreis en la categoría "Starker Auftritt" para In den besten Jahren[15]